# Siete Pecados Mortales
Los Siete Enemigos Mortales del Hombre, también conocidos como los Siete Pecados Capitales, es el nombre de un grupo de demonios ficticios que aparecen en los cómics estadounidenses publicados por DC Comics. Debutó en Whiz Comics # 2 y fueron creados por C.C. Beck y Bill Parker.
Los Siete Pecados capitales hacen su debut cinematográfico en la película de DC Extended Universe Shazam!, publicado en 2019 por New Line Cinema y Warner Bros..

## Biografía ficticia
Los Siete Pecados capitales son siete demonios poderosos, basados en los siete pecados capitales enumerados en el cristianismo, que pueden tomar el control de los humanos y los superhéroes. Los pecados fueron capturados por el Hechicero Shazam hace muchos años y encerrados en siete estatuas de piedra burlonas. Las siete estatuas que albergan a cada demonio se exhiben en la guarida subterránea de Shazam en el metro en los cómics originales, y en la Roca de la Eternidad en los cómics modernos. Los demonios han escapado de sus cárceles varias veces para causar estragos, generalmente liberados por otro villano y a menudo vueltos a encarcelar por el Capitán Marvel.
Su primera aparición moderna muestra cómo fueron capturados y colocados originalmente en sus prisiones de la estatua en la Roca de la Eternidad.
La mayoría de las apariciones posteriores a 2000 de los Siete Pecados Capitales los identifican por sus versiones teológicas tradicionales (Soberbia, Envidia, Avaricia, Ira, Pereza, Gula y Lujuria). En la continuidad de The New 52 y DC: Renacimiento, la figura mitológica Pandora fue responsable de liberar inicialmente a los pecados en la antigüedad al abrir lo que se conoció como la Caja de Pandora.
Para que Black Adam distraiga a la Familia Shazam mientras él y el Doctor Sivana fueron a Monsterlands para liberar a la Monstruosa Sociedad del Mal, Mister Mind convocó a los siete pecados capitales del Hombre que ayudan a Black Adam a atacar a Shazam y Lady Shazam hasta el punto donde Shazam compartió sus poderes con su padre biológico C.C. Batson. Hubo un flujo en los poderes entre C.C. Batson y Mary Bromfield que afectó su lucha con Black Adam y los Siete Enemigos Mortales del Hombre. Esto fue de ida y vuelta hasta que el Mago los teletransportó a Wozenderlands antes de que Black Adam y los Siete Enemigos Mortales del Hombre puedan hacer su próximo ataque.
Durante la historia de "Dark Nights: Death Metal", la Roca de la Eternidad cayó en Fawcett City cuando The Batman Who Laughs rehízo la Tierra en su visión. Esto llevó a la liberación de los Siete pecados capitales del Hombre.

## Miembros
- Soberbia - el más fuerte de los siete enemigos mortales del hombre. El Capitán Marvel lo considera el más peligroso del grupo. En Shazam!, este pecado tenía cuernos, alas y garras extensibles.
- Envidia - Se muestra en Shazam! como el más pequeño del grupo.
- Avaricia - Se muestra que tiene cuatro brazos en Shazam!.
- Ira - En Shazam! tiene una constitución muy musculosa.
- Pereza - Se muestra en Shazam! para convertir sus brazos en múltiples tentáculos.
- Gula - En Shazam!, el estómago corpulento de este pecado puede abrirse y convertirse en una extensión de su boca.
- Lujuria - Tiene una lengua larga como tentáculo en Shazam!.

### Antes de Post-2000
- Odio
- Pereza
- Egoísmo
- Injusticia

## En otros medios

### Televisión
- Los Siete Pecados capitales aparecen en el episodio de Batman: The Brave and the Bold, "The Power of Shazam". Se muestran en sus prisiones hasta que Black Adam los libera al derribar una llama ardiente. Después de que Batman intentó luchar contra ellos, Billy Batson rompió sus restricciones, se transformó en el Capitán Marvel y derrotó a los Siete Pecados Mortales destruyendo sus estatuas.
- Los Siete Enemigos Mortales del Hombre aparecen en Teen Titans Go!, episodio "Little Elvis". El Sr. Mind los libera para ayudarlo a gobernar el mundo. Finalmente, su plan fue frustrado gracias a Shazam con la ayuda de los Titanes.

### Película
- Los Siete Pecados Mortales aparecen en sus estados de prisión en Superman/Shazam!: The Return of Black Adam.
- Los Siete Pecados Mortales aparecen en Lego DC Super Hero Girls: Super-Villain High, con la voz de Fred Tatasciore.
- Los Siete Pecados Mortales aparecen en la película ¡Shazam! (2019), ambientada en el DC Extended Universe, realizada por dobles acreditados doblados en trajes de captura de movimiento en el set durante la filmación y con la voz de Steve Blum, Darin De Paul y Fred Tatasciore.[7] Los personajes fueron representados como personajes CGI,[7] cada uno tiene características diferentes que no solo los diferencian entre sí, sino que también reflejan qué pecado representan. Por ejemplo, la Avaricia tiene cuatro brazos, la Lujuria tiene una larga lengua tentacular y la Envidia es la más pequeña y menos amenazante. Inicialmente están atrapados en estatuas custodiadas por el mago Shazam, pero escapan y se unen con el Doctor Sivana que los tentó. Usando sus poderes cuando se estrelló en una reunión de la junta directiva en Industrias Sivana, el Doctor Sivana arrojó a su abusivo hermano Sid por la ventana, hizo que los Siete Pecados Mortales mataran a la junta directiva y que Avaricia acabara con su padre, el Sr. Sivana. Cuando Billy Batson comparte sus poderes con sus hermanos adoptivos, ellos ayudan a luchar contra los Siete Pecados Mortales (incluyendo a Billy provocando a Envidia, que todavía poseía a Sivana mientras los otros pecados luchaban, para que salieran), que luego son reencarcelados en sus estatuas.
- Los Siete Pecados Mortales reaparecen en sus estados de estatua en ¡Shazam! La furia de los dioses (2023). Se muestra que desde su derrota han estado cubiertos de grafitis y otros artículos. También se muestra que Gula tiene un botón en su estómago en su estado de estatua que, cuando se presiona, revela una biblioteca dentro de la Roca de la Eternidad detrás de Ira.

### Videojuegos
- Ira, Gula, Envidia y Soberbia aparecen como personajes jugables en Lego DC Super-Villains como parte del paquete DLC de la película Shazam.

## Trivia
En las historias originales de Fawcett Comics y en la mayoría de las otras versiones, los Siete Pecados fueron "censurados" hasta cierto punto de acuerdo con los estándares de la década de 1940, identificados como los "Siete Enemigos Mortales del Hombre" e incluyendo Soberbia, Envidia, Avaricia, Odio, Pereza, Egoísmo e Injusticia entre sus filas.